# 피블의 모험
《피블의 모험》(영어: An American Tail)는 1986년 개봉된 미국의 애니메이션 영화이다.